# Flaga województwa kujawsko-pomorskiego
Flaga województwa kujawsko-pomorskiego – symbol województwa kujawsko-pomorskiego. Flaga ta jest prostokątem o proporcjach 5:8, podzielonym na trzy poziome pasy o proporcjach: 1/4 : 1/2 : 1/4, w kolorach czerwonym, białym i czarnym. Flagę opracował Lech Tadeusz Karczewski. Została ustanowiona w 2000 roku.